# テガル
テガルはインドネシアのジャワ島の中部ジャワ州の都市である。

## 概要
テガルは州都スマランから西に175kmの、州北西沿岸部に位置する。2014年時点で人口は24万2539人だった。テガル都市圏(テガル市+テガル県の一部+ブレベス県の一部)の人口は、2010年時点で136万6858人だった。

東と南にテガル県と、西にブレベス県と、北にジャワ海と接する。オランダ領東インドの砂糖産業はテガルとペカロンガン(東に約50km)で始まった。テガル県は20世紀半ばまで砂糖産業の中心だった。

テガルから砂糖は船で輸出された。テガルはワルン(家族経営の小さな売店や食堂、喫茶店)が有名である。テー・ボトル(瓶入りの甘く冷たいジャスミン茶)を始めとする茶のブランドが多い。

## 歴史

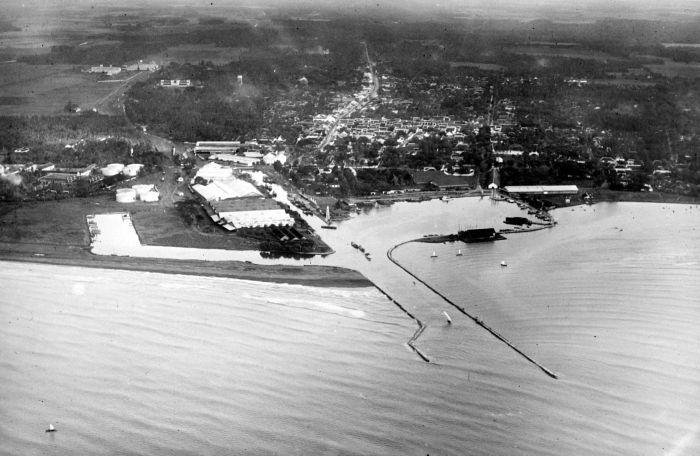
テガルの航空写真(時期不明)

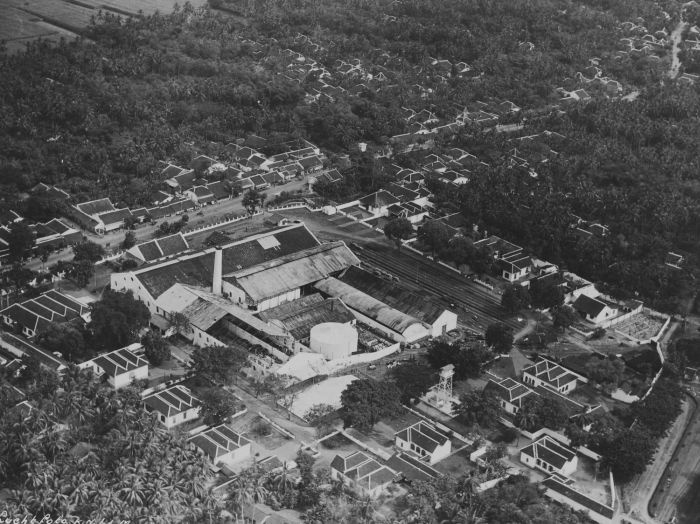
パゴナン砂糖工場の航空写真(1928～1940年)

テガルの歴史は、テテグアルという小さな村から始まった。
1530年代前半、テテグアル村の近代化が始まった。次第にペカロンガン県の一部になって行き、中部ジャワ州のドゥマク王国(1475〜1548年)やパジャン王国(1568〜1586年)に認識されるようになった。テガルの創設者はキ・ゲデ・セバユである。彼は地元住民と共に豊かな土地を開拓し、収穫量を増やした。彼は市の指導者兼象徴となり、戴冠式は収穫祭と同時に行われた。7月28日がテガルの創設記念日である。
1920年代、テガルはインドネシア共産党(PKI)の中心だった。テガル支部の原理指導者は1926年暴動を起こし、共産党は一時的に衰退した。

1945年10月8日、反封建運動の「3地方運動」がテガル、ペカロンガン、ブレベスで発生した。運動の目標は、「ジョグジャカルタやスラカルタの王の親戚である貴族摂政を追い落とし、庶民が摂政になる事」だった。運動指導者によると、この摂政は第二次世界大戦中日本と協力し、住民を軍の強制労働所に送っていた。中心的な指導者のサルジヨは、後にペカロンガンの摂政になった。他にはクティル、ミジャヤ、サキルマンがおり、サキルマンはテガルの共産党の指導者だった。ジョグジャカルタのインドネシア政府はこの運動を違法と宣言した。運動によって古い摂政は逮捕され、裸に剥かれ、牢に繋がれた。政府職員や警察官の中には誘拐されタラン橋で虐殺された者も居た。ブレベスでの運動は、反中国人運動として始まった。11月4日、運動はインドネシア軍司令部とペカロンガン市役所を襲撃した。12月21日、運動はインドネシア軍によって制圧された。殆どの指導者は逮捕され収容された。
1998年、スハルト辞任に伴う社会不安の中で、6月にテガルで抗議運動が市職員襲撃に繋がった。

## 気候
| Tegalの気候            | Tegalの気候 | Tegalの気候 | Tegalの気候 | Tegalの気候 | Tegalの気候 | Tegalの気候 | Tegalの気候 | Tegalの気候 | Tegalの気候 | Tegalの気候 | Tegalの気候 | Tegalの気候 | Tegalの気候   |
| 月                     | 1月         | 2月         | 3月         | 4月         | 5月         | 6月         | 7月         | 8月         | 9月         | 10月        | 11月        | 12月        | 年            |
| ---------------------- | ----------- | ----------- | ----------- | ----------- | ----------- | ----------- | ----------- | ----------- | ----------- | ----------- | ----------- | ----------- | ------------- |
| 平均最高気温 °C （°F） | 29 (84)     | 29 (84)     | 29 (85)     | 30 (86)     | 31 (87)     | 30 (86)     | 30 (86)     | 30 (86)     | 31 (87)     | 31 (87)     | 31 (87)     | 30 (86)     | 30 (86)       |
| 平均最低気温 °C （°F） | 24 (76)     | 24 (76)     | 24 (76)     | 25 (77)     | 25 (77)     | 24 (76)     | 23 (74)     | 23 (74)     | 24 (76)     | 25 (77)     | 25 (77)     | 24 (76)     | 24 (76)       |
| 降水量 mm （inch）     | 350 (13.78) | 300 (11.81) | 250 (9.84)  | 120 (4.72)  | 130 (5.12)  | 80 (3.15)   | 50 (1.97)   | 40 (1.57)   | 30 (1.18)   | 50 (1.97)   | 110 (4.33)  | 240 (9.45)  | 1,810 (71.26) |
| 出典：                 |             |             |             |             |             |             |             |             |             |             |             |             |               |

## 言語
テガルは固有の「テガル語」を持つ。インドネシアの喜劇役者にはこの方言を面白可笑しく使う者も居る。

### スラン
テガル市民は友人を「ジョー」「ジャック」「ジャクウィル」と呼ぶ習慣が有る。パパは「ジャサク」、ママは「ジョク」、弟は「ヤリグ」、兄は「サハン」と呼び掛けられる。テガル市民にしか分からない単語は多い。テガル語はアラビア語からの借用語が多い。

## 興味深い場所や建物
- グヌン・グチ:天然の硫黄の滝。皮膚病が治る。
- パンタイ・アラム・インダー(PAI):人気の砂浜
- アルン・アルン・Tegal:メスジドゥ・アグン・テガル・モスクの前に有る。
- パサル・パギ・テガル:テガル最大の市場
- 鳥市場:アルン・アルン地区の隣のパサル・センッゴルに有る。
- タマン・ポチ:駅前の小さな公園。子供の遊び場やピクニック区画、食べ物やテー・ポシ茶を売る売店が有る。
- テガル駅:ジャワ島の大都市と繋がる。

## 著名人
- ススウォノ(1959〜)：政治家
- シモン・サントソ (1982〜)：バドミントン選手

## 参考資料
1. ↑  http://www.citypopulation.de/php/indonesia-jawa-admin.php
2. ↑  Knight, G.R. (1993) Colonial Production in Provincial Java. The Sugar Industry in Pekalongan-Tegal, 1800-1942. Amsterdam: VU University Press.
3. ↑  McVey, Ruth. (1965) The rise of Indonesian communism. Ithaca, NY: Cornell University Press. pp 329-340.
4. ↑  http://www.weatherbase.com/weather/weather.php3?s=079769&refer=&cityname=Tegal-Jawa-Tengah-Indonesia